# Bahnstrecke Aubencheul-au-Bac–Marquion
| Bahnhof der Feldbahn bei Oisy-le-Verger Bois-du-Quesnoy und Oisy-le-Verger, 20 Sep. 1918 |                  |                                  |                                  |
| Trassen der ehemaligen Schmalspurbahnen bei Oisy-le-Verger 1917 (rot) und 1950 (lila) auf OpenStreetMap von 2020 |                  |                                  |                                  |
| Streckenlänge: | ca. 9 km         |                                  |                                  |
| Spurweite: | 1435 und 1000 mm |                                  |                                  |
| |                  |                                  |                                  |
| \| \| \| von Douai \| \| \| \| Oisy-le-Verger Aubencheul-au-Bac \| \| \| \| nach Cambrai-Ville \| \| \| \| vom Bois-du-Quesnoy \| \| \| \| Feldbahnhof Oisy-le-Verger \| \| \| \| Sauchy-Cauchy \| \| \| \| Sauchy-Lestrée \| \| \| \| von Cambrai-Ville \| \| \| \| Marquion \| \| \| \| nach Boisleux-au-Mont \| |                  |                                  |                                  |
| Strecke von rechts |                  | von Douai                        | von Douai                        |
| ehemaliger Haltepunkt / Haltestelle |                  | Oisy-le-Verger Aubencheul-au-Bac | Oisy-le-Verger Aubencheul-au-Bac |
| Abzweig ehemals geradeaus und nach links |                  | nach Cambrai-Ville               | nach Cambrai-Ville               |
| Abzweig geradeaus und von rechts (Strecke außer Betrieb) |                  | vom Bois-du-Quesnoy              | vom Bois-du-Quesnoy              |
| Bahnhof (Strecke außer Betrieb) |                  | Feldbahnhof Oisy-le-Verger       | Feldbahnhof Oisy-le-Verger       |
| Haltepunkt / Haltestelle (Strecke außer Betrieb) |                  | Sauchy-Cauchy                    | Sauchy-Cauchy                    |
| Haltepunkt / Haltestelle (Strecke außer Betrieb) |                  | Sauchy-Lestrée                   | Sauchy-Lestrée                   |
| Abzweig geradeaus und von links (Strecke außer Betrieb) |                  | von Cambrai-Ville                | von Cambrai-Ville                |
| Bahnhof (Strecke außer Betrieb) |                  | Marquion                         | Marquion                         |
| Strecke nach rechts (außer Betrieb) |                  | nach Boisleux-au-Mont            | nach Boisleux-au-Mont            |

Die Bahnstrecke Aubencheul-au-Bac–Marquion war eine etwa neun Kilometer lange Normalspurbahn, die während des Ersten Weltkriegs zu einer militärischen Feldbahn mit einer Spurweite von 1000 mm umgespurt wurde.

## Lage
Die Bahnstrecke in der Region Hauts-de-France war eine Verbindung von der Haltestelle Oisy-le-Verger in Aubencheul-au-Bac an der Bahnstrecke Saint-Just-en-Chaussée–Douai nach Marquion an der Bahnstrecke  Boisleux-au-Mont–Cambrai. Die Strecke verlief in südwestlicher Richtung südlich des Canal de la Sensée und östlich des Canal du Nord.

## Geschichte
Die Strecke von Aubencheul-au-Bac bis Marquion wurde während des Ersten Weltkriegs zur Vorbereitung der Schlacht bei Arras (1917) zu einer militärischen Feldbahn mit einer Spurweite von 1000 mm umgespurt.
Bis 10. Dezember 1917 kümmerte sich Unteroffizier Krüger um die Feldbahn. Ab 11. Dezember 1917 haben Karl Schönbeck (* 29. Oktober 1894; † 21. April 1968) und 15 Soldaten die zerschossenen Stellen ausgebessert. Sie waren in Oisy-le-Verger einquartiert und fuhren täglich morgens mit der Feldbahn zu den Baustellen. Ab 18. Dezember 1917 halfen 30 Pioniere des bayrischen P.B.15 bei den Bauarbeiten für die schnellen Fertigstellung der Strecke. Am 23. Dezember 1917 wurden die Bauarbeiten beim Feldlazarett Fela 39 beendet.
Das Ministère des Régions Libérées (MRL) nutzte in den Jahren nach 1918 einige der ehemals militärischen Feldbahnen unter anderem in Sandgruben, insbesondere westlich des Canal du Nord.